# Eriogonum crocatum
Eriogonum crocatum là một loài thực vật có hoa trong họ Rau răm. Loài này được Davidson mô tả khoa học đầu tiên năm 1924.